# Erich Beer
Erich Beer (født 9. december 1946 i Neustadt bei Coburg, Tyskland) er en tidligere tysk fodboldspiller (midtbane) og -træner.
Han spillede hos henholdsvis FC Nürnberg, Rot-Weiss Essen, Hertha Berlin, Al-Ittihad og1860 München, med længst tid (otte sæsoner) hos Hertha. Hos Hertha scorede han 83 mål i 253 Bundesliga-kampe og var i en lang periode klubbens mest scorende spiller nogensinde.
Beer spillede desuden 24 kampe og scorede syv mål for Vesttysklands landshold. Han var med på det tyske hold ved både EM i 1976 i Jugoslavien og VM i 1978 i Argentina.